# 天秀路
天秀路（英語：Tin Sau Road），位於天水圍新市鎮北部103區及108區，東面連接天葵路，西面連接天影路，是一條東西行雙向道路。
此路前稱L13路，根據未命名道路編號定義，屬於地區幹路。

## 道路概況
天秀路是天水圍新市鎮較後期的道路，約於2000年通車，以配合天水圍北部的發展。

## 交匯道路
- 天影路
- 天瑞路
- 天葵路

巴士途經天葵路至天瑞路之間的路段，共有三個車站，並不途經天瑞路至天影路之間的路段。

## 事件
- 為響應2009年東亞運動會，元朗區議會舉行火炬接力傳遞，沿天湖路、天瑞路、天秀路及天城路傳送火炬。火炬最後送回天水圍運動場，由元朗區議會主席梁志祥及元朗民政事務專員楊德強進行燃點火盤儀式。[4]

- 2017年5月8日下午6時許，一輛行駛港鐵巴士K73綫往元朗西方向的丹尼士三叉戟雙層巴士（車隊編號：617，車牌號碼：JU6729）在天秀路近天一商城與706綫輕鐵列車（車隊編號：1029）相撞，造成22人受傷。[5]